# Kantatie 46
Pour les articles homonymes, voir Route 46.
La route principale 46 (en finnois : Kantatie 46 est une route principale allant de Valkeala, Kouvola à Kuhmo en Finlande.

## Parcours
La route parcourt les municipalités suivantes :
- Kouvola
- Jaala
- Heinola